# Brooks Lee
Brooks Thomas Lee (San Luis Obispo, California, 14 de febrero de 2001), más conocido como Brooks Lee, es un jugador profesional estadounidense de béisbol que se desempeña en la posición de campocorto en Minnesota Twins, equipo de las Grandes Ligas de Béisbol (MLB).

## Carrera
En 2024, Lee hizo su debut en la MLB con el equipo Minnesota Twins, donde lleva jugando una temporada.